# Neurokinin A
Neurokinin A (ranije poznat kao supstanca K) je član tahikininske familije neuropeptidnih neurotransmitera. On nastaje iz istog preprotahikinin A gena kao i neuropeptid supstanca P. On ima više uloga u telu čoveka i životinja. Jedan specifičan primer je posredovanje kontraktovanje debelog creva i bronhokonstrikcija kod pacova kroz ne-noradrenergički, ne-holinergički nervni sistem (ogranak vagalnog sistema). Neuropeptid K (koji se takođe naziva neurokinin K) i neuropeptid gama su N-terminalno duže verzije neurokinina A, proizvedene iz iste splajsne forme gena, koji su finalni peptidni produkti u istim tkivima.

## Struktura
Struktura neurokinina A sisara je dobijena koristeći CD spectropolarimetriju i 2D protonsku NMR. Analiza je pokazala da u vodi, peptid poprima izduženu konformaciju dok u prisustvu micela (model sistema ćelijske membrane), alfa heliksna konformacija je indukovana u centralnom delu (Asp4-Met10).

## Literatura
- Maggi C, Patacchini R, Rovero P, Giachetti A (1993). „Tachykinin receptors and tachykinin receptor antagonists”. J Auton Pharmacol. 13 (1): 23—93. PMID 8382703. doi:10.1111/j.1474-8673.1993.tb00396.x.
- Regoli D, Boudon A, Fauchére J (1994). „Receptors and antagonists for substance P and related peptides”. Pharmacol Rev. 46 (4): 551—99. PMID 7534932. doi:10.1016/S0031-6997(25)06810-3.